# TT407
La tombe thébaine TT 407 est située à El-Assasif, dans la nécropole thébaine, sur la rive ouest du Nil, face à Louxor en Égypte.
| b | i | n · t · Z4 · n | R8 | N14 · t |

| b | i | n · t · Z4 · n | R8 | N14 · t |

C'est la tombe de Bentendouanetjer, chambellan de la divine adoratrice à la période saïte.

## Description

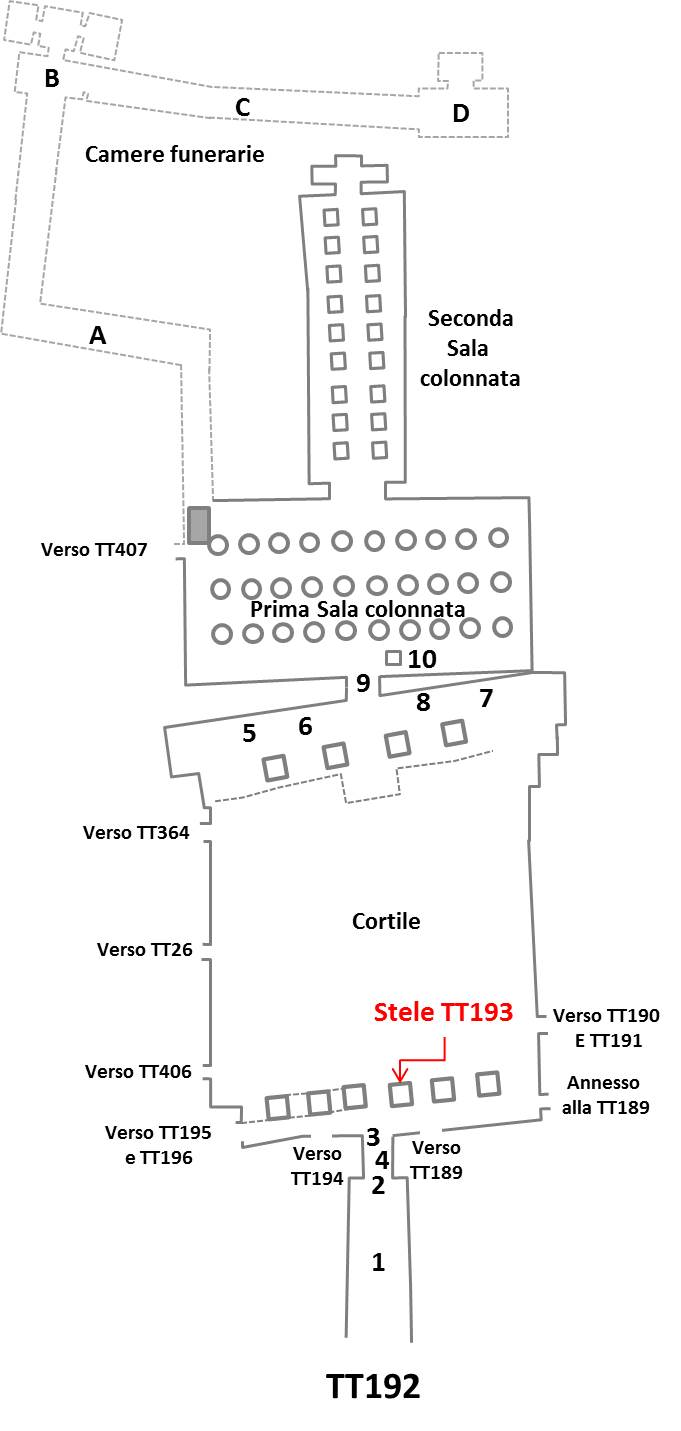
TT 407 est située (en haut à gauche de la première salle à colonnes sur le plan) dans la tombe de Khârouef (TT192)

La tombe est située dans un angle de la première salle à colonnes de la tombe de Khârouef (TT192), laquelle date de la XVIIIe dynastie.